# Pevensey
Pevensey er en landsby og civil parish i Wealden-distriktet i East Sussex, England. Hovedlandsbyen ligger omkring 1,5 km inde i landet fra Pevensey Bay. Bosættelsen Pevensey Bay er en del af sognet.
Det var har Vilhelm Erobreren gik i land ved sin invasion af England i 1066 efter at have krydset den Engelske Kanal fra Normandiet.
I byen ligger ruinen af Pevensey Castle.